# マスクドミステリー
マスクドミステリー（生年月日不明 - ）は、日本の覆面レスラー。

## 経歴
- 2005年12月3日、ガッツワールドプロレスリング新木場1stRING大会の対木村剛戦でデビュー[1]。
- 2018年4月15日、ガッツワールドが解散[2][3]。
- 2018年4月20日、プロレスリングHEAT-UPとHEAT-UPの別ブランド「プロレスリングGOING-UP」に入団[4]。
- 2019年2月3日、HEAT-UPとGOING-UPを退団。
- 同年、ガッツ石島らとユニット「真GUTS軍」を結成。
- 12月9日、石島らとTTTプロレスリングを設立。

## 得意技
チョークスラム
バックドロップ
サイドスープレックス

## タイトル歴
- GWC認定シングル王座
- GWC認定タッグ王座
- GWC認定6人タッグ王座
- WBCタッグ王座
- NWAミズーリ・ヘビー級王座
- TTT認定インディー統一無差別級王座
- TTT認定インディー統一タッグ王座
- TTT認定インディー統一6人タッグ王座